# São Jorge do Ivaí
São Jorge do Ivaí is een gemeente in de Braziliaanse deelstaat Paraná. De gemeente telt 5.382 inwoners (schatting 2009).